# Артиллерийская мина

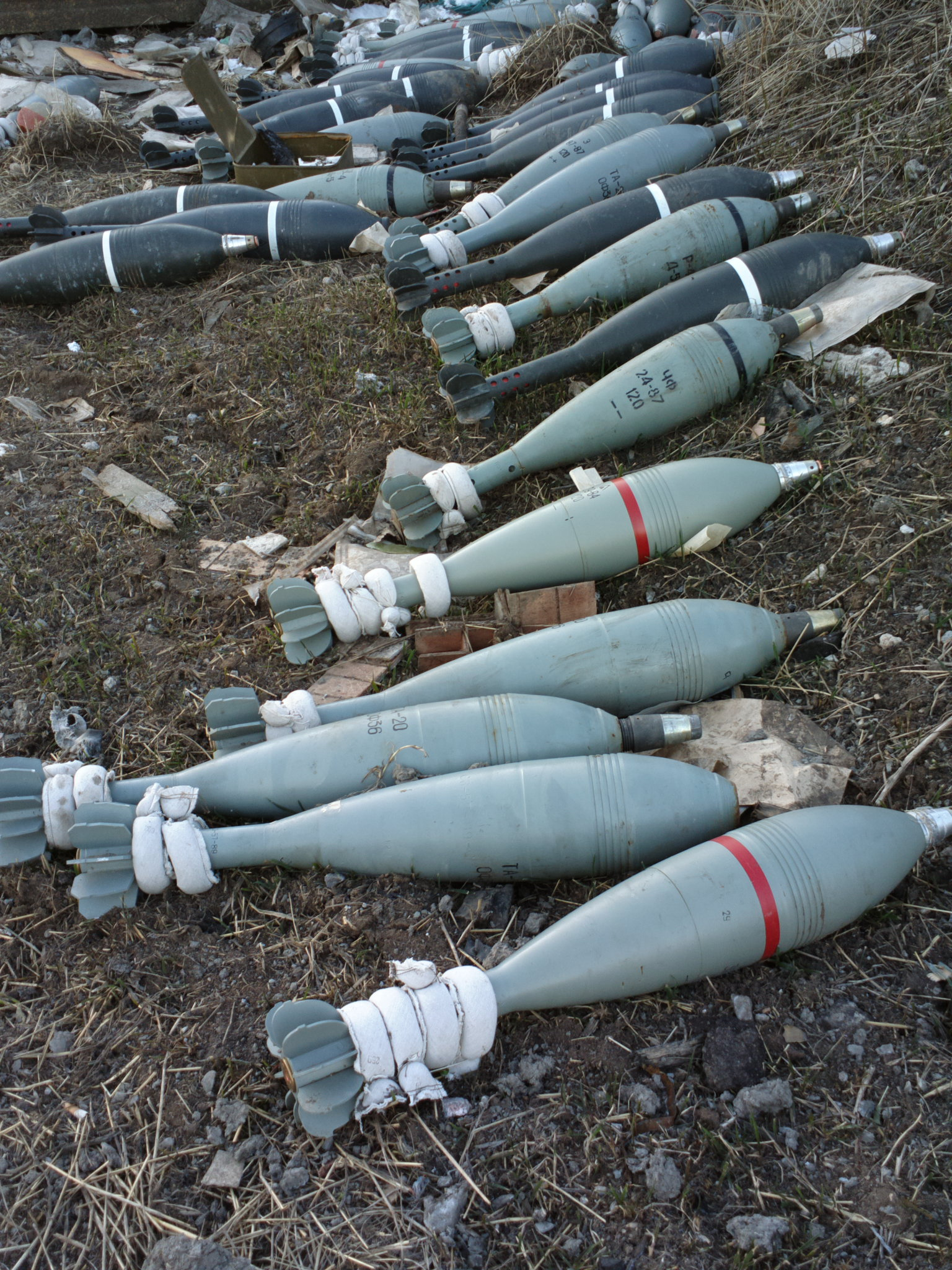
Артиллерийские мины к советским 120-мм миномётам. Маркировка корпусов мин полосами обозначает тип боеприпаса:
белой — осветительные,
красной — зажигательные,
чёрной — дымовые.

Артиллерийская мина — боевой припас для стрельбы из миномётов (гладкоствольных и с нарезным стволом) и гладкоствольных безоткатных орудий.
Также в русскоязычных просторечных и неавторитетных источниках встречается ошибочное узкое определение миномётная мина — которым обозначается оперённый боеприпас, предназначенный для стрельбы из гладкоствольных миномётов. Данное словосочетание не используется в русском (советском) военном деле (в военно-учебных заведениях, учебных наставлениях артиллерийских войск и в военном делопроизводстве).

## Виды и типы мин
Артиллерийские мины в зависимости от способа стабилизации в полёте разделяются на два вида:
- вращающиеся — для миномётов с нарезным стволом;
- оперённые — для гладкоствольных миномётов и безоткатных орудий.

Также мины делятся по назначению на три вида:
- основного назначения;
- специального назначения;
- вспомогательного назначения.

### Артиллерийские мины основного назначения
Артиллерийские мины основного назначения предназначены для поражения живой силы и огневых средств, а также для разрушения оборонительных сооружений противника. 
В зависимости от характера цели мины основного назначения бывают следующих типов:
- осколочные (ОМ);Радиус сплошного поражения 50 м ,разлёт осколков до 200 м
- осколочно-фугасные (ОФМ);Радиус сплошного поражения 50 м ,разлёт осколков до 200 м
- зажигательно-кумулятивные (ЗКМ);
- кассетные (КМ).Радиус сплошного поражения 1700м`2.

### Артиллерийские мины специального назначения
Артиллерийские мины специального назначения бывают следующих типов:
- дымовые — служат для постановки дымовой завесы;
- осветительные — для освещения местности в тёмное время суток;
- агитационные — для переброски агитационной литературы на позиции противника.

### Артиллерийские мины вспомогательного назначения
Артиллерийские мины вспомогательного назначения (практические, учебные, системопробные) не предназначены для использования в боевых действиях, не имеют боевого заряда и служат исключительно для следующих целей:
- обучения личного состава устройству боеприпаса и миномёта, обучение стрельбе из миномёта;
- проведение учебно-боевых стрельб;
- испытание миномётов.

## Миномётный выстрел
Миномётный выстрел — это боеприпас для стрельбы из миномёта, представляющий собой комплект из следующих элементов:
- артиллерийская мина с ввинченным взрывателем;
- установленный в корпус мины основной метательный заряд;
- установленный на корпус мины дополнительный метательный заряд.

Без установки взрывателя, миномётный выстрел называется неокончательно снаряжённым. После установки взрывателя, миномётный выстрел считается окончательно снаряжённым. 
В комплект элементов миномётного выстрела с вращающейся артиллерийской миной дополнительный заряд не входит. 

## Галерея артиллерийских мин

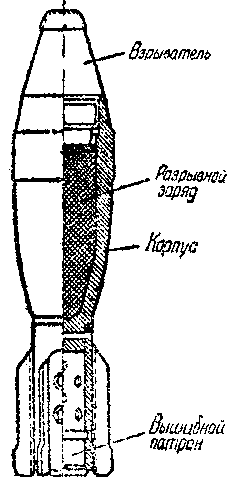
В хвостовике с отверстиями вставляется метательный заряд, пороховые газы от которого выходят через отверстия вбок
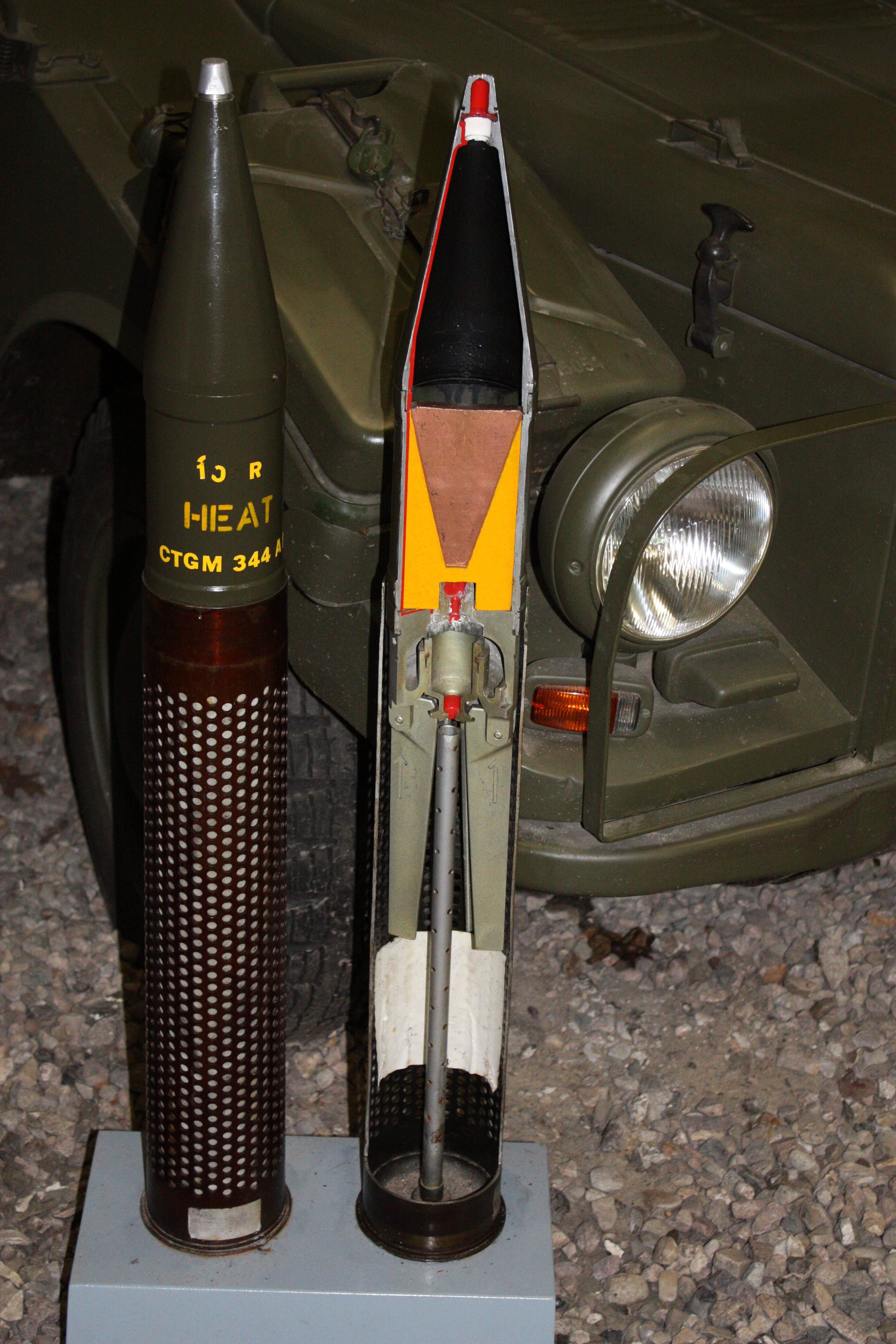
Кумулятивный противотанковый выстрел M344A1 для 106-мм безоткатного орудия М40.
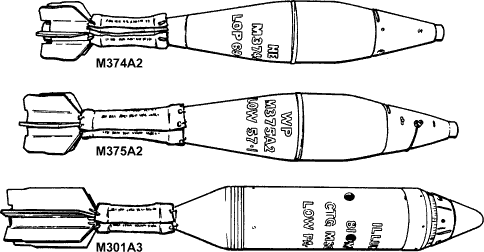
Мины для миномёта Брандта
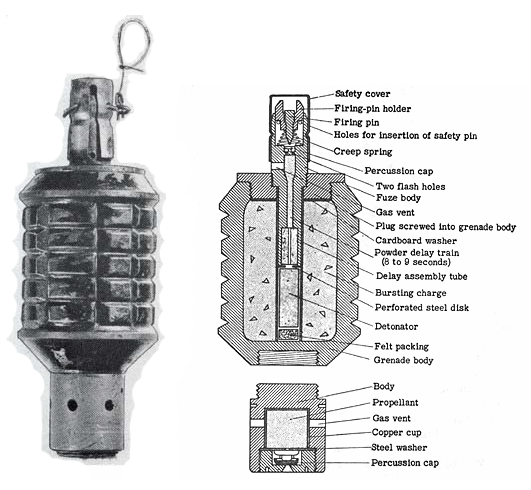
Японская граната Тип 91 со снимаемой воспламенительной трубкой могла быть использована как артиллерийская мина для коленного миномета, а после снятия воспламенительной трубки действовала как ручная граната
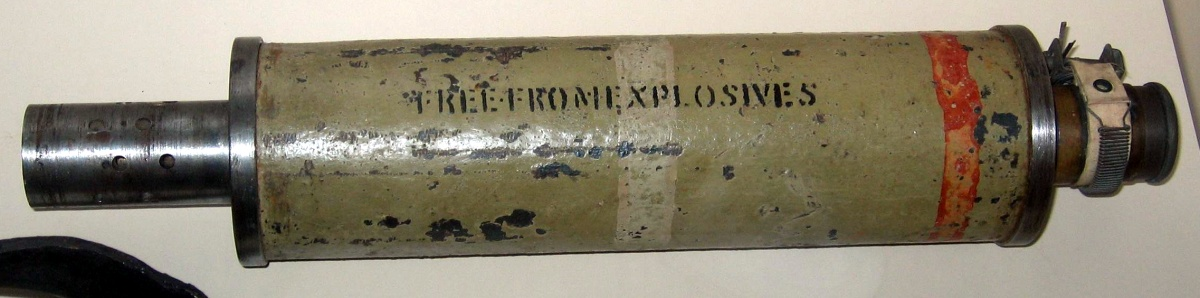
Артиллерийская мина без оперения для миномёта Стокса
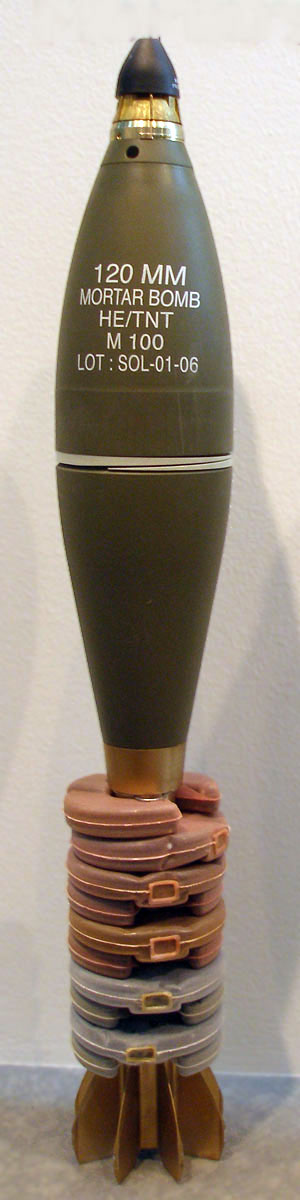
120-мм Фугасная артиллерийская мина с дополнительным зарядом
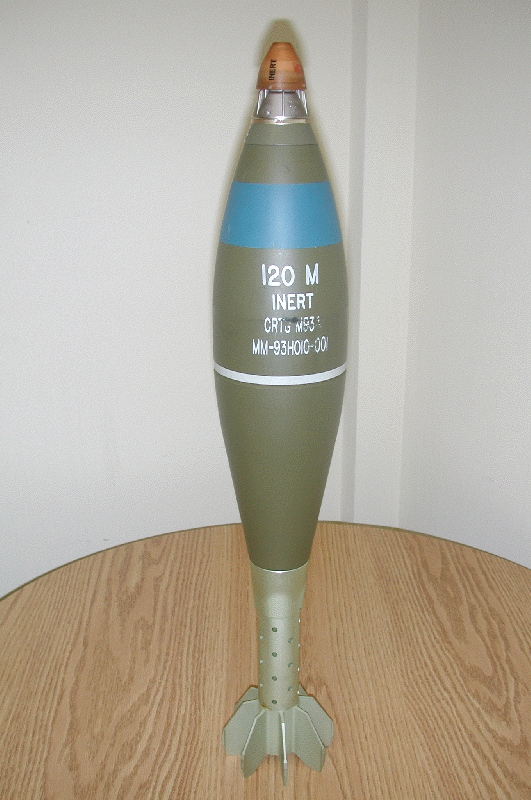
120-мм Фугасная артиллерийская мина M734
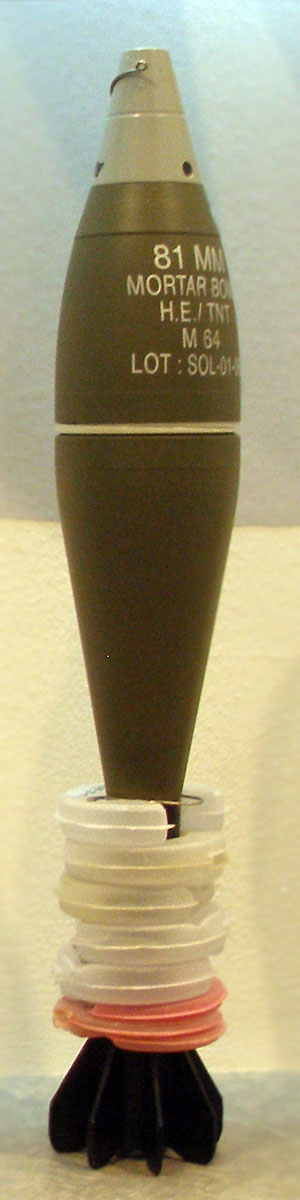
81-мм Фугасная артиллерийская мина с дополнительным зарядом
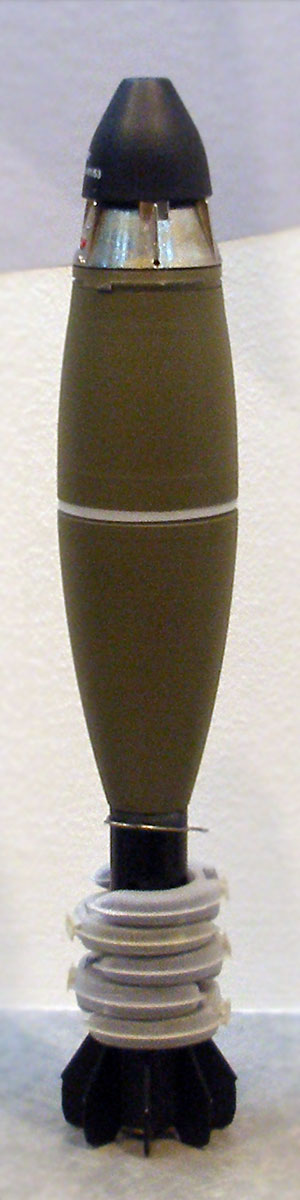
60-мм Фугасная артиллерийская мина с дополнительным зарядом
Бомба бомбомёта системы Аазена
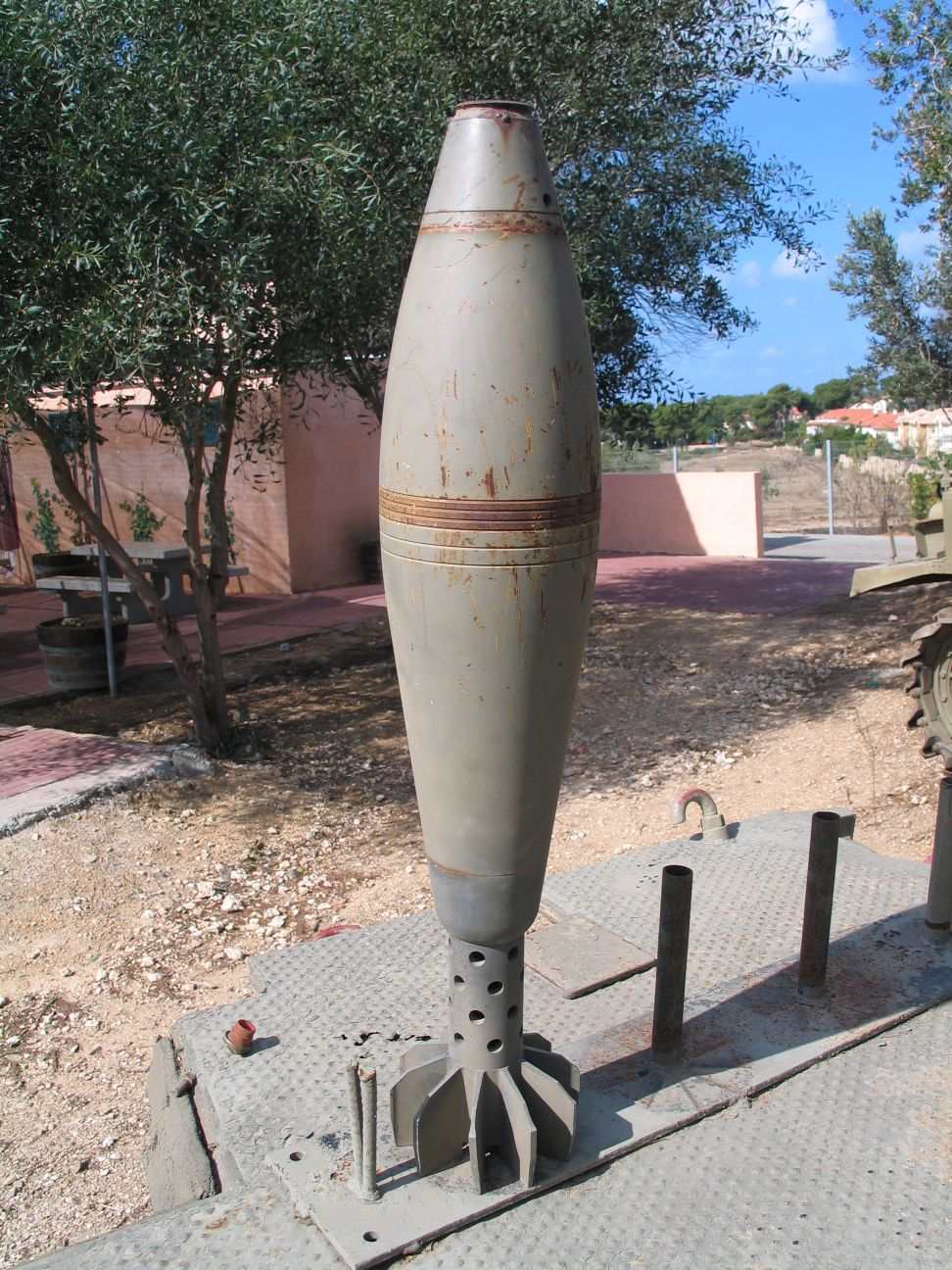
Крупнокалиберная (предположительно 160 мм) мина в израильском музее[пол.]
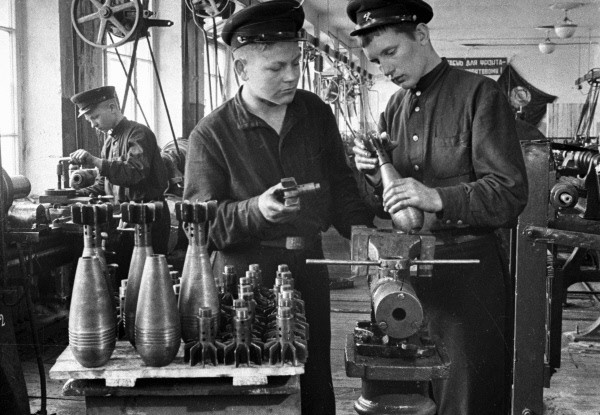
Ремесленники одного из училищ изготавливают мины для фронта, 1942 год